# 拉斯孔德斯

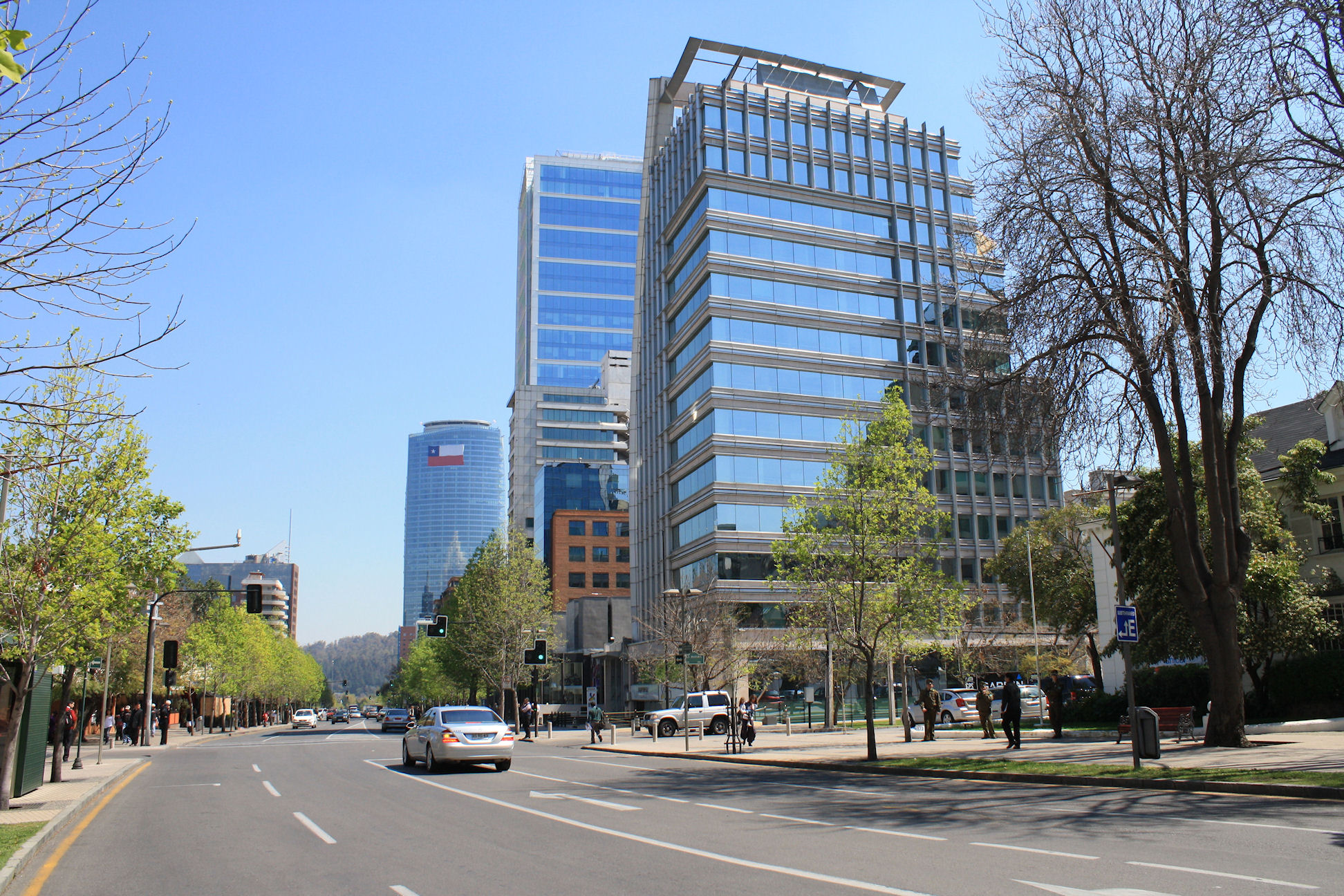

拉斯孔德斯（西班牙語：Las Condes），是智利的城鎮，位於該國中部聖地亞哥首都大區的聖地亞哥省，始建於1901年8月26日，面積99平方公里，海拔高度709米，2012年人口282,972人，人口密度每平方公里2,524.2人。
33°24′S 70°33′W / 33.400°S 70.550°W

## 參考資料

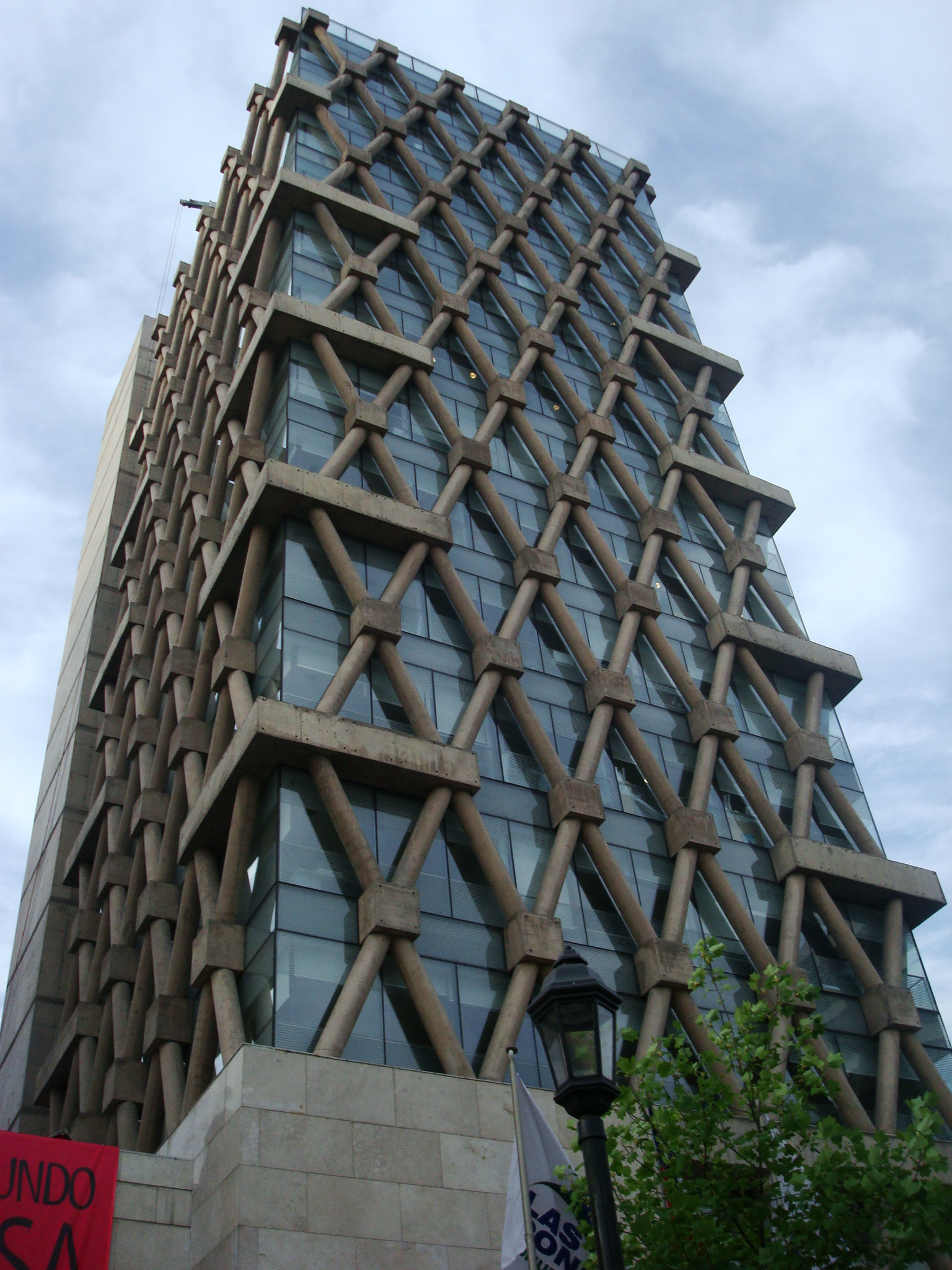

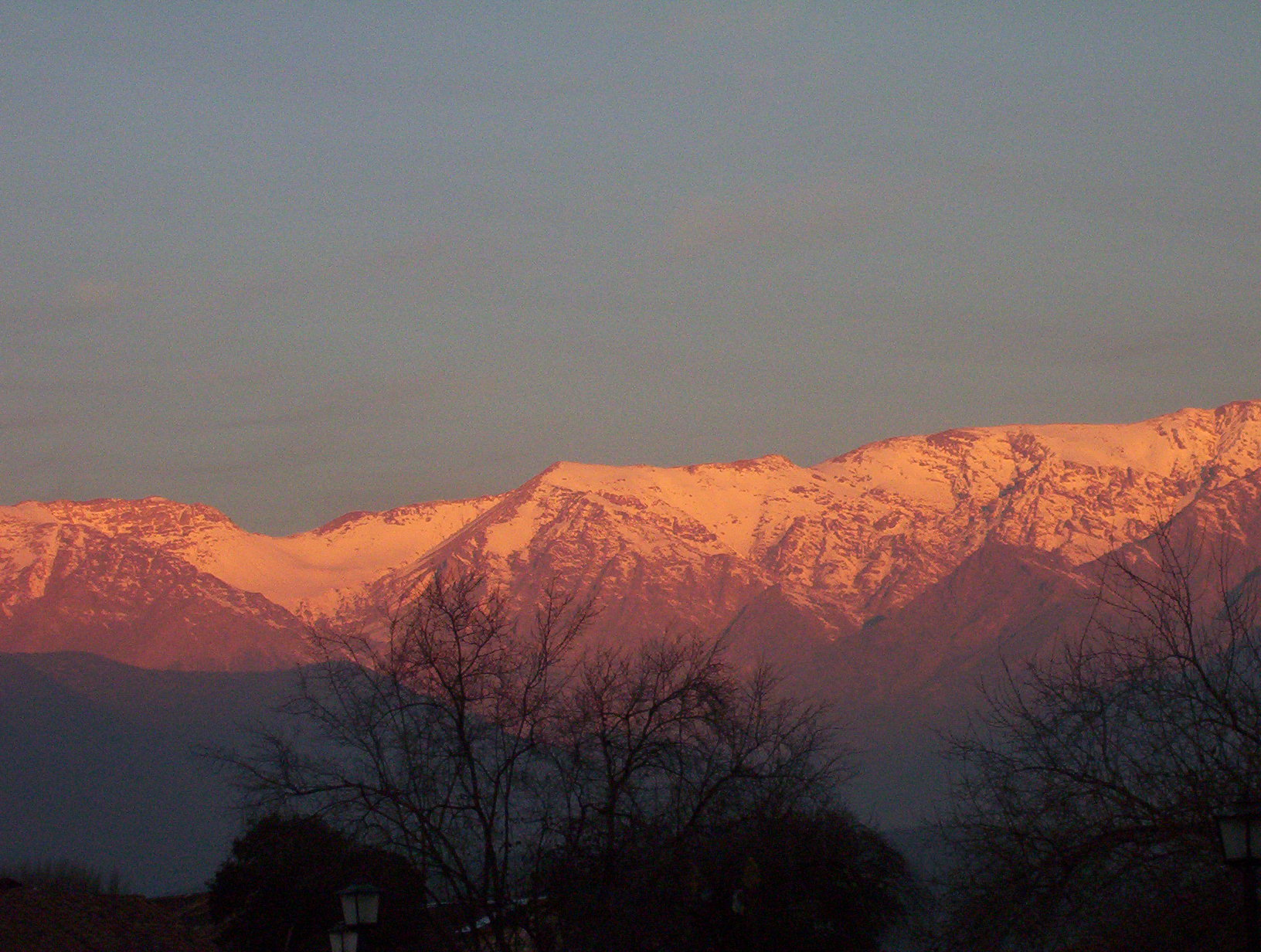

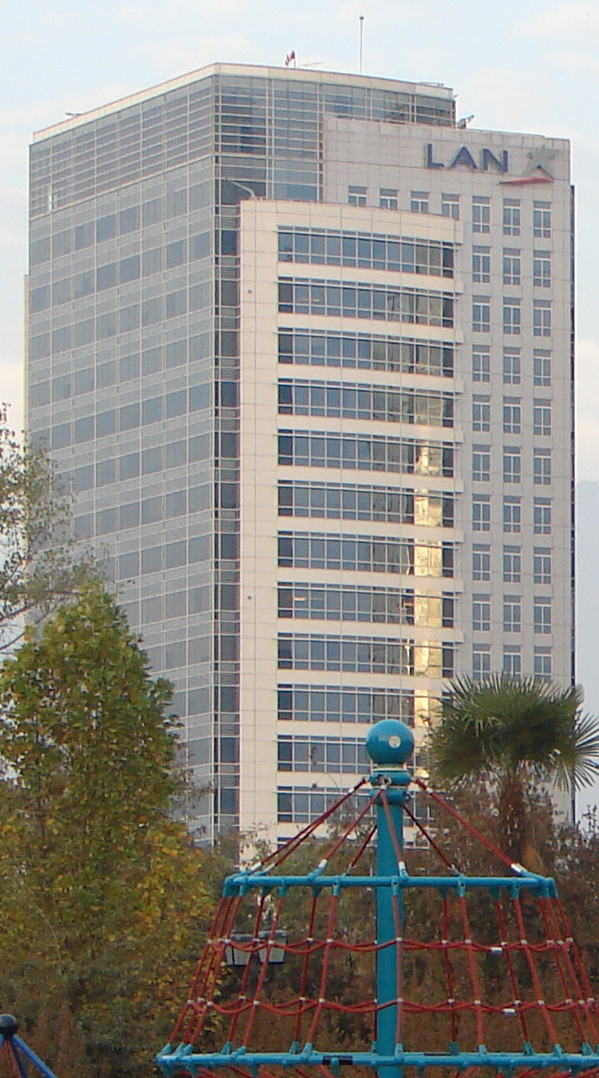

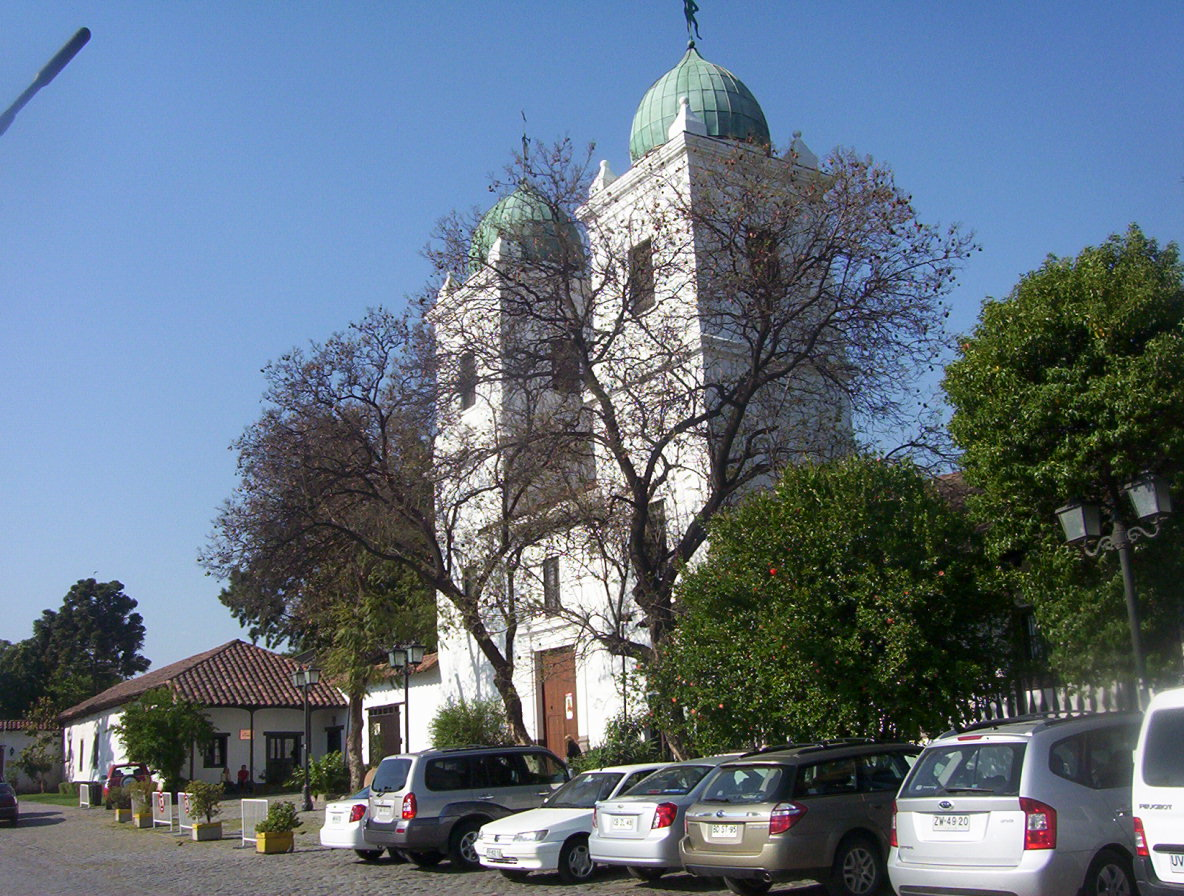